# Anton Zeilinger
Anton Zeilinger (født 20. maj 1945 i Ried im Innkreis) er en østrigsk kvantefysiker som er professor ved Universitetet i Wien. Han er kendt for sit arbejde med kvanteinformation og kvanteteleportation med fotoner. I 2022 blev han tildelt Nobelprisen i fysik sammen med Alain Aspect og John Clauser.
Zeilinger er uddannet ved Universitetet i Wien, hvor han i 1971 modtog sin doktorgrad. I 1979 habiliterede han ved Wien Tekniske Universitet.
Zeilinger arbejdede ved Atominstitut der Österreichischen Universitäten og har været tilknyttet Massachusetts Institute of Technology i USA. Derefter arbejdede Zeilinger ved Wien Tekniske Universitet og blev i 1988 professor ved Münchens Tekniske Universitet. I 1990 blev han professor ved Universitetet i Innsbruck. Siden 1999 har Zeilinger arbejdet ved Universitetet i Wien.
I 2010 modtog Zeilinger Wolfprisen sammen med Alain Aspect og John Clauser. I 2000 blev han optaget som medlem i den tyske videnskabsorden Pour le Mérite für Wissenschaften und Künste.